# Caterina di Navarra (contessa di Candal e Benauges)
Caterina di Navarra (1455 – 1494) è stata una nobile francese da parte di padre e infanta di Navarra come madre.

## Biografia
Era figlia di Gastone IV, conte di Foix e di Eleonora di Navarra, regina di Navarra. Era nipote di Giovanni II d'Aragona e Bianca I di Navarra.
Caterina sposò nel 1469 Gastone II di Foix-Candale, conte di Candale, conte di Candale e Bénauges, Captal de Buch. Morì prima del 30 gennaio 1494, data del nuovo matrimonio di suo marito con Isabella d'Albret.

## Discendenza
Hanno avuto quattro figli:
- Gastone di Foix, detto lo Zoppo, conte di Candal;
- Giovanni di Foix, arcivescovo di Bordeaux (1501-1529), successore di André Espinay;
- Pietro di Foix, barone de Langon, che morì senza figli;
- Anna di Foix, moglie del re Ladislao II di Boemia.

## Ascendenza
|                       |                         |                         | Genitori                         |  |  | Nonni |  |  | Bisnonni              |  |  | Trisnonni            |  |
|                       |                         |                         |                                  |  |  |       |  |  | Arcimbaldo di Grailly |  |  | Pierre II de Grailly |  |
|                       |                         |                         |                                  |  |  |       |  |  | Arcimbaldo di Grailly |  |  | Pierre II de Grailly |  |
|                       |                         | Aramburge de Périgord   |                                  |  |  |       |  |  | Arcimbaldo di Grailly |  |  |                      |  |
| Giovanni I di Foix    |                         |                         |                                  |  |  |       |  |  | Arcimbaldo di Grailly |  |  |                      |  |
|                       |                         | Isabella di Foix        | Ruggero Bernardo II di Castelbon |  |  |       |  |  |                       |  |  |                      |  |
|                       |                         | Isabella di Foix        | Ruggero Bernardo II di Castelbon |  |  |       |  |  |                       |  |  |                      |  |
|                       |                         | Isabella di Foix        | Géraude de Navailles             |  |  |       |  |  |                       |  |  |                      |  |
| Gastone IV di Foix    |                         | Isabella di Foix        |                                  |  |  |       |  |  |                       |  |  |                      |  |
|                       |                         | Carlo I d'Albret        | Arnaud Amanieu VIII d'Albret     |  |  |       |  |  |                       |  |  |                      |  |
|                       |                         | Carlo I d'Albret        | Arnaud Amanieu VIII d'Albret     |  |  |       |  |  |                       |  |  |                      |  |
|                       |                         | Carlo I d'Albret        | Margherita di Borbone            |  |  |       |  |  |                       |  |  |                      |  |
| Giovanna d'Albret     |                         | Carlo I d'Albret        |                                  |  |  |       |  |  |                       |  |  |                      |  |
|                       |                         | Marie de Sully          | Louis I de Sully                 |  |  |       |  |  |                       |  |  |                      |  |
|                       |                         | Marie de Sully          | Louis I de Sully                 |  |  |       |  |  |                       |  |  |                      |  |
|                       |                         | Marie de Sully          | Isabelle de Craon                |  |  |       |  |  |                       |  |  |                      |  |
| Caterina di Foix      |                         | Marie de Sully          |                                  |  |  |       |  |  |                       |  |  |                      |  |
|                       | Ferdinando I di Aragona | Giovanni I di Castiglia |                                  |  |  |       |  |  |                       |  |  |                      |  |
|                       | Ferdinando I di Aragona | Giovanni I di Castiglia |                                  |  |  |       |  |  |                       |  |  |                      |  |
|                       | Ferdinando I di Aragona | Eleonora d'Aragona      |                                  |  |  |       |  |  |                       |  |  |                      |  |
| Giovanni II d'Aragona | Ferdinando I di Aragona |                         |                                  |  |  |       |  |  |                       |  |  |                      |  |
|                       |                         | Eleonora d'Alburquerque | Sancho d'Alburquerque            |  |  |       |  |  |                       |  |  |                      |  |
|                       |                         | Eleonora d'Alburquerque | Sancho d'Alburquerque            |  |  |       |  |  |                       |  |  |                      |  |
|                       |                         | Eleonora d'Alburquerque | Beatrice del Portogallo          |  |  |       |  |  |                       |  |  |                      |  |
| Eleonora di Navarra   |                         | Eleonora d'Alburquerque |                                  |  |  |       |  |  |                       |  |  |                      |  |
|                       |                         | Carlo III di Navarra    | Carlo II di Navarra              |  |  |       |  |  |                       |  |  |                      |  |
|                       |                         | Carlo III di Navarra    | Carlo II di Navarra              |  |  |       |  |  |                       |  |  |                      |  |
|                       |                         | Carlo III di Navarra    | Giovanna di Valois               |  |  |       |  |  |                       |  |  |                      |  |
| Bianca I di Navarra   |                         | Carlo III di Navarra    |                                  |  |  |       |  |  |                       |  |  |                      |  |
|                       |                         | Eleonora di Trastámara  | Enrico II di Castiglia           |  |  |       |  |  |                       |  |  |                      |  |
|                       |                         | Eleonora di Trastámara  | Enrico II di Castiglia           |  |  |       |  |  |                       |  |  |                      |  |
|                       |                         | Eleonora di Trastámara  | Giovanna Manuel de Peñafiel      |  |  |       |  |  |                       |  |  |                      |  |
|                       |                         | Eleonora di Trastámara  |                                  |  |  |       |  |  |                       |  |  |                      |  |